# Carles Fochs
Carles Fochs i Alvarez (Barcelona, 1944) és un arquitecte i dissenyador català.
Format a l'Escola Tècnica Superior d'Arquitectura de Barcelona on obté el títol d'aparellador l'any 1963, el títol d'arquitecte el 1971 i el de Doctor l'any 1982. Entre el 1977 i el 1979 és sotsdirector de l'ETSB i entre el 1979 i el 1981 és director de l'Escola Tècnica Superior d'Arquitectura del Vallès, ocupant posteriorment altres càrrecs dins d'aquesta Escola. Entre els seus treballs arquitectònics destaquen la restauració de l'edifici de la Marina de Josep Antoni Coderch i de Sentmenat (1992) o una residència geriàtrica a Barcelona (2003).
Ha escrit nombrosos llibres i és un dels màxims especialistes en l'obra de J.A Coderch. Des de la seva creació el 1994 fou el director de l'Arxiu Coderch dipositat a l'Escola d'Arquitectura del Vallès; l'any 2019, l'arxiu fou donat per la família de J.A. Coderch al Museu Reina Sofia.
Pel que fa al disseny, el 1969 crea juntament amb Joaquim Prats Aragonés la productora DAI per la qual dissenya diversos mobles i complements com ara el calendari Temps (1969), la Taula Bar (1970) o el tamboret Pila (1970).